# Archidiocèse de Mbarara

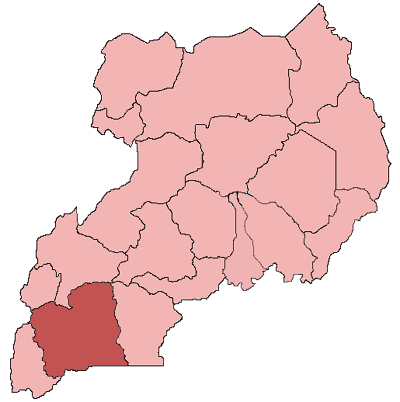
Situation géographique de l'archidiocèse.

L'archidiocèse de Mbarara (Archidioecesis Mbararaensis) est un siège métropolitain de l'Église catholique en Ouganda. En 2013, il comptait 1 200 000 baptisés sur 3 290 000 habitants. Il est actuellement tenu par Mgr Lambert Bainomugisha.

## Territoire
L'archidiocèse sétend sur environ 11 000 km2 dans le district de Mbarara et les districts limitrophes de Bushenyi, Ibanda, Kiruhura, Isingiro, Rukungiri et Ntungamo.
Le siège archiépiscopal se trouve à Mbarara à la cathédrale Notre-Dame-du-Perpétuel-Secours.
Le territoire est subdivisé en paroisses regroupées en huit vicariats.

## Histoire
Le vicariat apostolique du Ruwenzori est érigé le 28 mai 1934 par la bulle Martyrum sanguinem de  Pie XI, recevant son territoire du vicariat apostolique de l'Ouganda (aujourd'hui archidiocèse de Kampala). Il est confié à la Société des missionnaires d'Afrique (Pères blancs). C'est Mgr Lacoursière M.Afr. qui choisit d'établir son siège épiscopal à Mbarara dans le district d'Ankolé.
Le 25 mars 1953, jour de l'Annonciation, le vicariat apostolique est élevé au rang de diocèse sous le nom de diocèse de Mbarara par la bulle Quemadmodum ad Nos de Pie XII.
Les 21 février 1961 et 1er février 1966, il cède des portions de territoire à l'avantage du nouveau diocèse de Fort Portal (en) et du diocèse de Kabale.
Le 2 janvier 1999, le diocèse est élevé au rang d'archidiocèse métropolitain par la bulle Diligentem sane curam de Jean-Paul II.

## Statistiques
L'archidiocèse à la fin de l'année 2013, sur une population de 3 290 000 habitants, comptait 1 200 000 baptisés catholiques, soit 36,5% du total. Il disposait alors de 138 prêtres, dont 115 diocésains et 23 réguliers, soit un prêtre pour 8 695 habitants, avec 51 religieux et 398 religieuses dans 42 paroisses.